# Hemihyalea griseiventris
Hemihyalea griseiventris là một loài bướm đêm thuộc phân họ Arctiinae, họ Erebidae.